# خليط فلزات

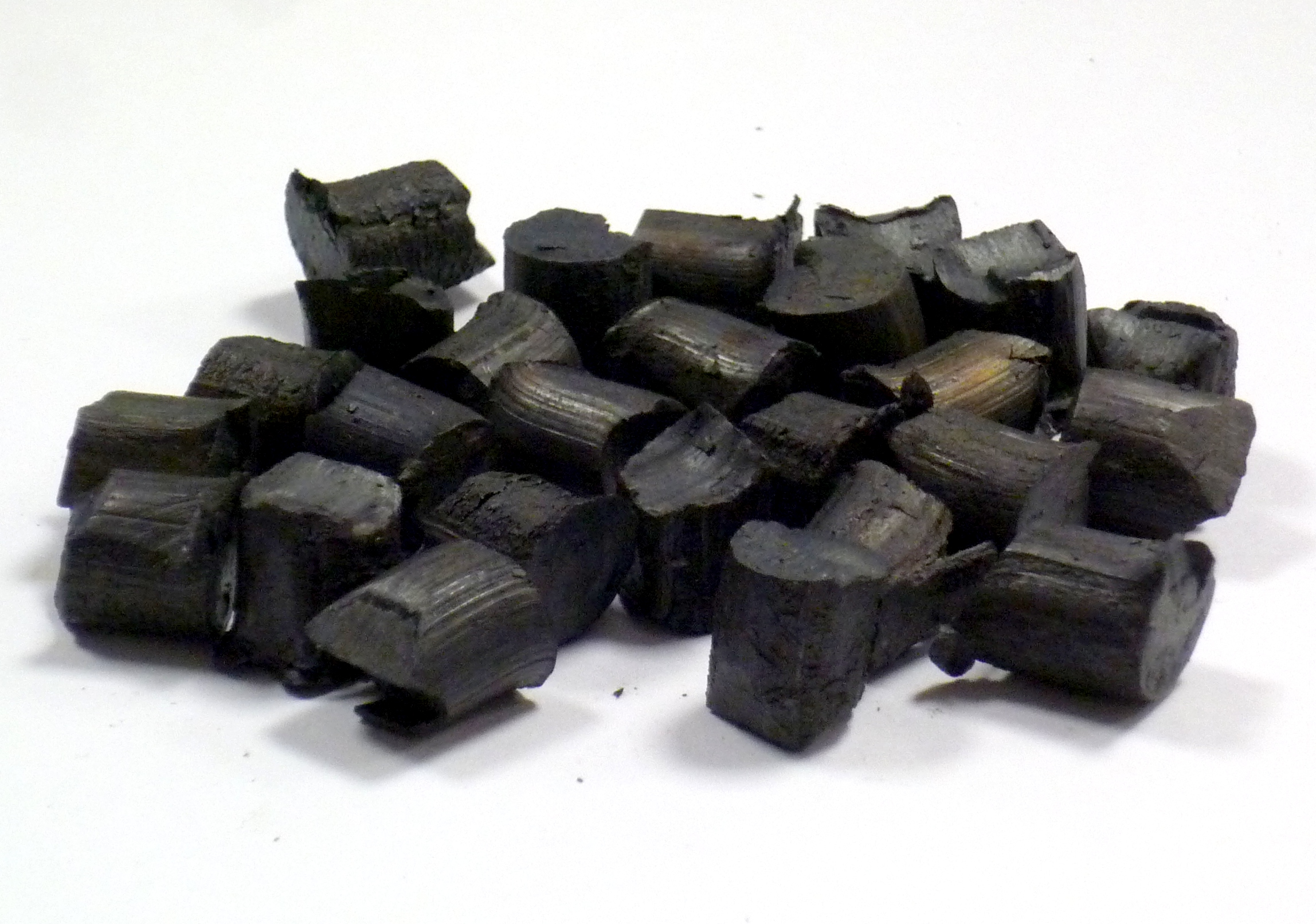
عينة من قطع من خليط فلزات

خليط فلزات (ملاحظة 1) هي سبيكة تتألف من مزيج من فلزات أرضية نادرة؛ وكان كارل آور فون فلسباخ أول من حضرها أثناء عمله على الفلزات الأرضية النادرة، وأسماها «Mischmetall»، والتي تعني بالألمانية «خليط فلزات».
يتضمن التركيب النمطي لهذه السبيكة 55% سيريوم و25% لانثانوم و15-18% نيوديميوم وفلزات أرضية نادرة أخرى.